# Oblast de Arcangel
O Oblast de Arcangel ou Arkhangelsk (russo:  Арха́нгельская о́бласть, tr. Arkhángelskaia óblast) é uma divisão federal da Federação da Rússia. Foi criado em 23 de setembro de 1937.

## Dados
- População: 1 185 536 (censo de 2010)
- Área: 587 400 km²
- Densidade Demográfica: 2,02 hab./km²
- Capital: Arcangel